# Subud
Subud è un movimento spirituale internazionale fondato in Indonesia negli anni venti del XX secolo da Muhammad Subuh Sumohadiwidjojo, chiamato dai suoi discepoli Bapak o Pak (“padre”). Il movimento, che non si presenta come una vera religione, ruota intorno al latihan, un'espressione che può essere tradotta come “esercizio spirituale”.

## Nome
Il nome è una contrazione dei tre termini di origine sanscrita Susila (vita in accordo con la Volontà di Dio), Budhi (il Potere Divino che agisce in ogni creatura) e Dharma (sottomissione alla Volontà Divina).

## Pratiche
La pratica principale del movimento spirituale è il latihan, termine che potrebbe essere tradotto con l'espressione "esercizio spirituale". Questa pratica richiede una preparazione di circa tre mesi; solo al termine di tale periodo avviene l'opening da parte di un helper (aiutante) autorizzato dal movimento. 
Il latihan non implica alcuna attività da parte del praticante, ma è un totale abbandono alla volontà di Dio.
Il Subud dichiara di non avere sacerdoti, dogmi, rituali o dottrine.

## Storia
Gli esordi del movimento spirituale risalgono al 1924 in Indonesia, quando Muhammad Subuh Sumohadiwidjojo, originariamente di fede islamica, provò una serie di esperienze spirituali. Negli anni trenta si convinse a condividere la sua esperienza con altri; nel 1933 creò il Subud. Successivamente si dedicò a diffondere i suoi insegnamenti in Indonesia e, a partire dal 1956, in Gran Bretagna, Stati Uniti e Australia. Nel 2003 il Subud contava circa 10.000 membri in oltre 70 paesi.

## Personaggi
Tra i più noti personaggi legati al movimento Subud ci sono stati il musicista Roger McGuinn e Mardiningsih Arquette, madre degli attori Patricia, David, Rosanna, Alexis e Richmond Arquette.